# Ewondo
Ewondo oder Jaunde (auch Ewundu, Yaounde und Yaunde) ist eine Bantusprache, die von den circa 600.000 Sprechern (Zensus 1982) der gleichnamigen Ethnie im Süden Kameruns gesprochen wird.
Die Ewondo leben hauptsächlich in der Nähe der Hauptstadt Yaoundé, der sie den Namen gaben, im Südosten der Provinz Centre und im Norden der Provinz Sud.
Sie dient als Lingua franca in der Hauptstadt und im Zentrum und Süden des Landes.
Ein bekannter Vertreter der Ewondo-Sprache aus der Kolonialzeit war Karl Friedrich Otto Atangana, der sowohl in der Deutschen Kolonie Kamerun als auch der französischen Herrschaftszeit Leitungsfunktionen als „Oberhäuptling“ (Chef Supérieur) innerhalb seiner Gruppe ausübte. Eine wichtige Quelle über die Sprache stellen die Jaunde-Texte von Karl Atangana und Paul Messi dar.

## Klassifikation
Ewondo ist eine Nordwest-Bantusprache und gehört zur Yaunde-Fang-Gruppe, die als Guthrie-Zone A70 klassifiziert wird.
Sie hat die Dialekte Badjia (auch Bakjo), Bafeuk, Bamvele (auch Mvele, Yezum und Yesoum), Bane, Beti, Fong, Mbida-Bani, Mvete, Mvog-Niengue, Omvang, Yabekolo (auch Yebekolo), Yabeka, Yabekanga, Enoah und Evouzok.